# Lightwater Valley
Lightwater Valley est un parc d'attractions situé à Ripon, dans le Yorkshire du Nord en Angleterre, Royaume-Uni.
Lightwater Valley a été fondée par Robert Staveley en 1969, et est maintenant détenue et exploitée par The Brighton Pier Group, après avoir été achetée par eux pour 5 millions de livres sterling en 2021.

## Histoire
En 1969, Lightwater Valley commence comme une petite attraction fruitière autocueillette. La ferme appartenait à la famille Staveley, propriétaire du terrain depuis 1516. En 1976, la ferme a été touchée par la sécheresse, ce qui a entraîné l'excavation d'un lac pour aider à réduire les effets des futures sécheresses. La popularité du lac a incité la transformation de la ferme en une attraction touristique. Les premières attractions comprenaient une aire de jeux d'aventure, des canots, des bateaux à rames et un cirque. Plus tard, Staveley ajoute un zoo pour enfants, des vélos BMX, des karts, un parcours de minigolf, un toboggan et une chute d'eau ("Devil's Cascade", plus tard renommé "Toad Hole").
Le parc à thème Lightwater Valley est né lorsque le Rat Ride a été construit en 1987. Robert Staveley voulait se développer sur le marché familial et offrir quelque chose pour le marché des sensations fortes, tout en s'adressant à un public plus jeune. À l'époque, la femme de Robert Staveley était une fervente protectrice du statut de parc national et n'aimait pas l'idée que des montagnes russes gâchent cela. Après de longues discussions, elle a autorisé la construction de montagnes russes tant qu'elles étaient hors de vue. Pour répondre aux souhaits de sa femme, Robert a décidé d'enterrer les montagnes russes sous terre. Le manège a fermé en 2009 pour rénovation et a rouvert sous le nom de Raptor Attack pour la saison 2010.
À la suite du succès du Rat Ride, Robert Staveley a persuadé sa femme que des montagnes russes plus classiques devaient être construites. Il aimait l'idée d'avoir des montagnes russes descendant la vallée en haut du parc, mais était confronté au défi d'amener les gens au sommet de la vallée pour monter à bord du train. Sa femme a suggéré que le train soit envoyé vers le haut puis revienne à l'aide de deux largages. En 1990, la construction de ce qui allait devenir les plus longues montagnes russes du monde a commencé, coûtant 5,2 millions de livres sterling et plus de 2,4 km de long. Ultimate a ouvert au public en 1991.
Au milieu des années 1990, Robert Staveley cède le parc à ses enfants, Amanda et James. Cependant, en 1997, a lieu un changement de propriétaire d'une entreprise familiale privée à Queensborough Holdings, qui a acheté le parc pour 5,2 millions de livres sterling. Le parc a été vendu car il avait rencontré des difficultés financières à la suite des lourdes dépenses de Ultimate.
Queensborough Holdings était également propriétaire du parc à thème Pleasurewood Hills à l'époque. Les deux parcs étaient exploités par Leisure Great Britain, qui fait partie de Queensborough Holdings. Cependant, les nouveaux propriétaires ont remis le parc en vente dans les 11 mois suivant son achat, décidant plutôt de recentrer leur activité. Aucune offre n'a été acceptée au cours des années suivantes. Lightwater Valley a reçu un nouveau souffle en février 2001 lorsque le parc a été acheté par Ball Investments qui a utilisé Heritage GB pour gérer les opérations.
Le nouveau propriétaire a entraîné un investissement rapide dans les offres de manèges et l'image de marque avec de nouveaux logos, mascottes, sites Web et manèges tels que The Treetop Twister et Black Widow's Web la première année, suivis de manèges tels que The Octopus, The Eagle's Claw, The Grizzly Bear, The Caterpillar Coaster, Trauma Tower et Skyrider.
À la fin des années 2000, des discussions ont commencé sur le développement potentiel de Lightwater Resorts. Le permis de construire initial pour les caravanes de vacances et les cabanes en rondins a été rejeté par le conseil municipal de Harrogate en raison de préoccupations concernant l'impact sur la circulation et les entreprises locales. Le parc a ensuite repensé et soumis à nouveau son permis de construire pour 106 cabanes en rondins, qui a ensuite été accordé.
En juin 2017, le parc a été vendu à l'opérateur d'attractions Livingstone Leisure Ltd pour un montant non divulgué.
En 2021, le parc a annoncé qu'il recalibrerait son offre d'attractions en se concentrant sur le jeune public familial. Un certain nombre de manèges plus anciens ont été retirés et de nouveaux manèges adaptés aux plus jeunes ont été introduits. Ultimate est resté fermé pour les saisons 2020 et 2021 et une décision a été prise de le démanteler en 2023.
En juin 2021, le parc est vendu au Brighton Pier Group pour 5 millions de livres sterling.

## Le parc d'attractions

### Montagnes russes

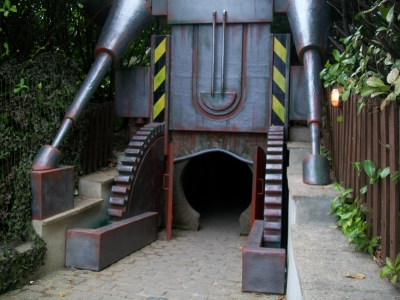
Raptor Attack
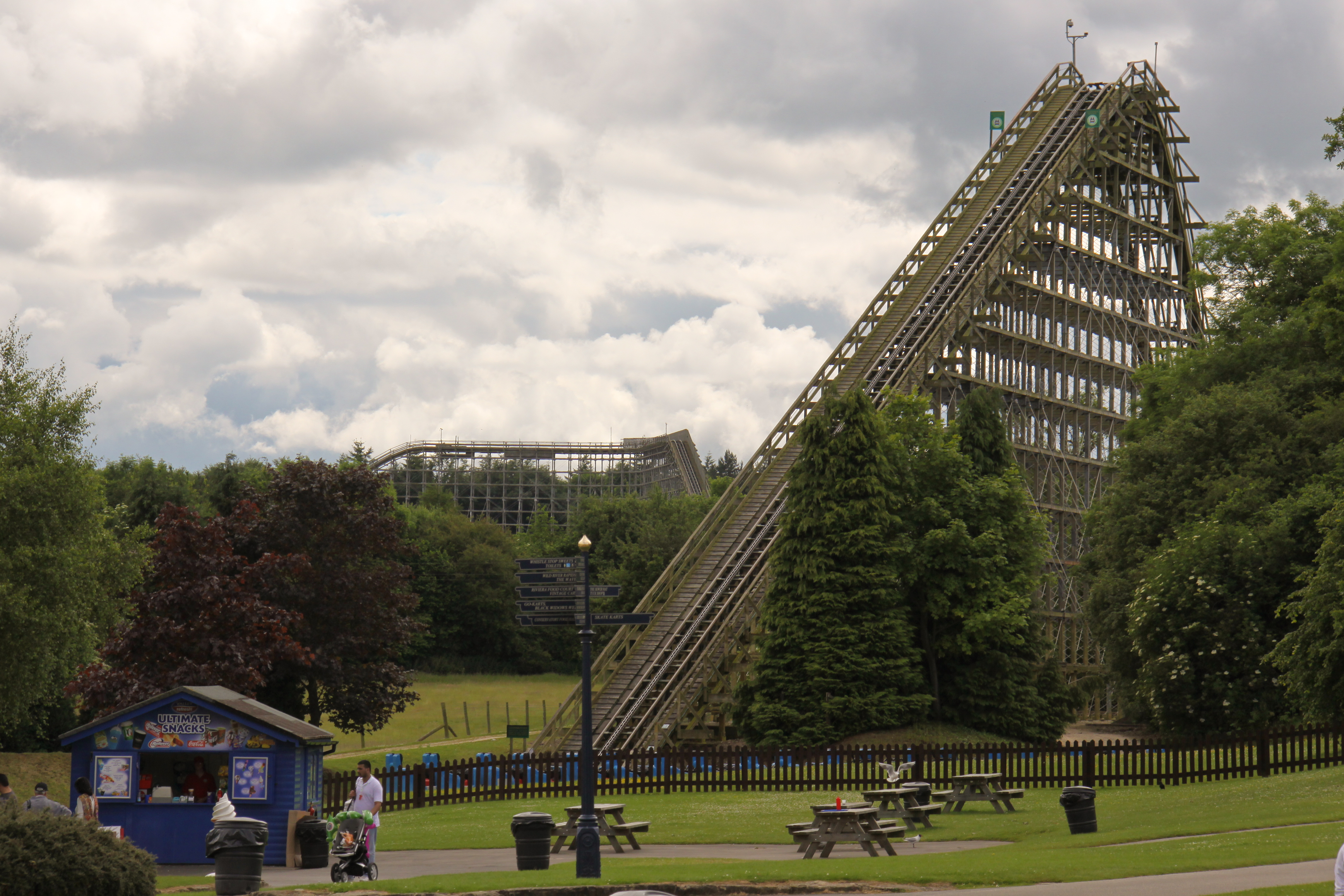
Ultimate

| Nom         | Type                      | Constructeur | Année d'ouverture |
| ----------- | ------------------------- | ------------ | ----------------- |
| Caterpillar | Montagnes russes junior   | D.P.V. Rides | 2003              |
| Ladybird    | Montagnes russes en métal | Zierer       | 1993              |

### Autres attractions
- Animal Carnival - Carrousel de Hampton Rides (2017)
- Carousel - Carrousel de J. H. Rundle (2008)
- Clownaround - Carrousel clown de Modern Products (1995)
- Dodgems - Auto-tamponneuse de Kolmax-Plus (2022)
- Dragon Boats - Balade en bateaux de Diamond Electronics (2007)
- Dragon Drop - Tour de chute de Moser's Rides (2004)
- Eagles Claw - Afterburner de KMG (2004)
- Eagles Creek Farm - Balade en tracteurs de Metallbau Emmeln (2013)
- Elephant Flight - Manège d'avions de Kolmax-Plus (2021)
- Flying Cutlass - Bateau à bascule de Huss Park Attractions (2011)
- Hot Air Balloons - Samba Balloon de Güven Amusement Rides (2021)
- Human Cannonball - Manège d'avions de Modern Products (1995)
- Jumping Kangaroos - Manège pour enfants de Güven Amusement Rides (2021)
- Jurassic Adventure Golf - Minigolf de AC Attractions (2015)
- Lightwater Express - Train de Severn Lamb (1979)
- Monkey Drop - Tour de chute pour enfants de SBF Visa Group (2021)
- Pirate Swinger - Chaises volantes pour enfants de Park Rides (2011)
- Powder Kegs - Breakdance de Huss Park Attractions (2011)
- Savanna Express - Train pour enfants de Zamperla (2021)
- Skull Rock - Regatta de Zamperla (2011)
- Skyrider - Chaises volantes de Technical Park (2006)
- Splash Falls - Toboggan aquatique de WhiteWater West (1995)
- Swan Boats - Balade en bateaux en forme de cygnes (1987)
- Twist and Turn - Twist de Sonacase (2022)
- Vintage Cars - Parcours de voitures de Metallbau Emmeln (2015)

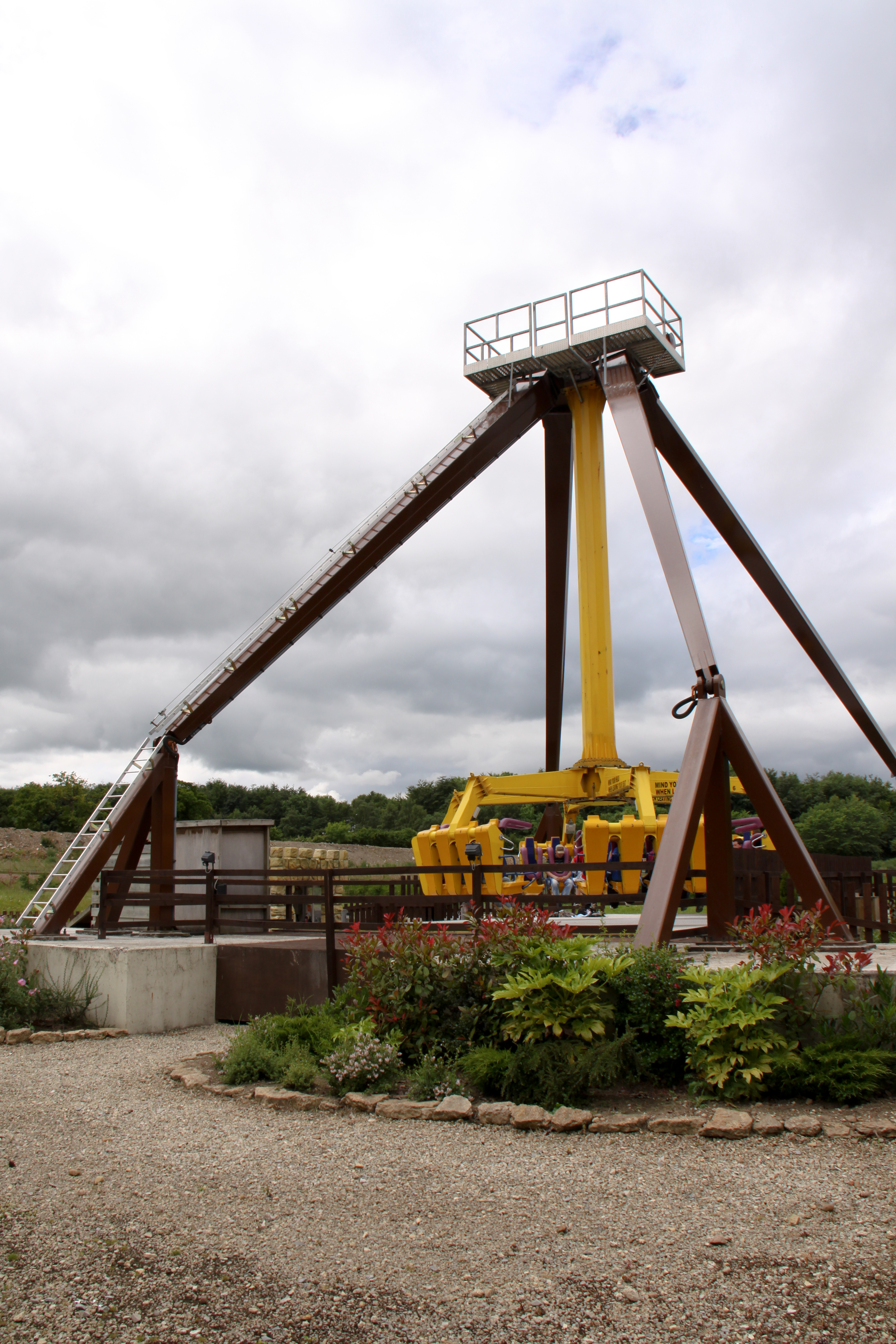
Eagles Claw
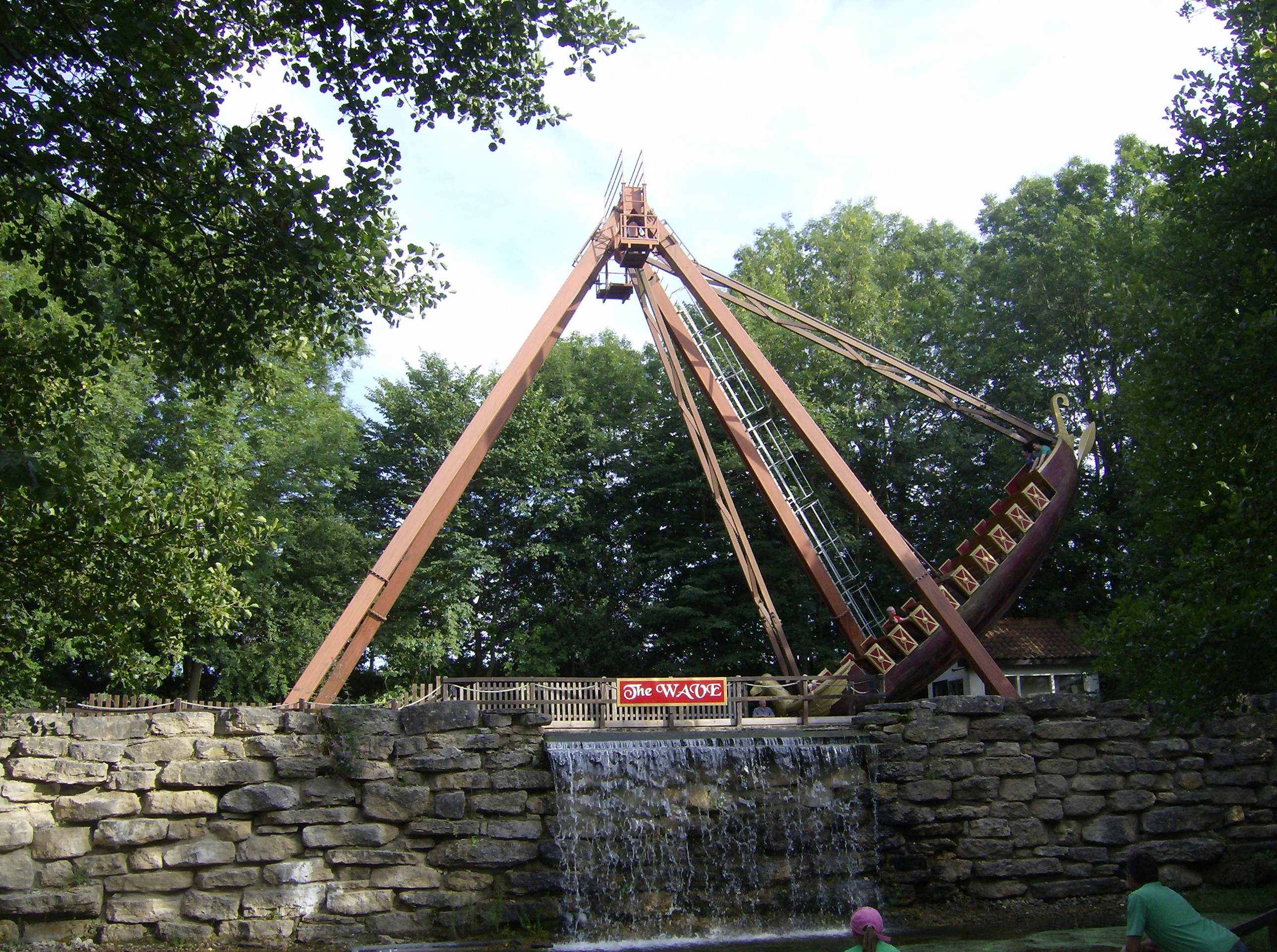
Flying Cutlass
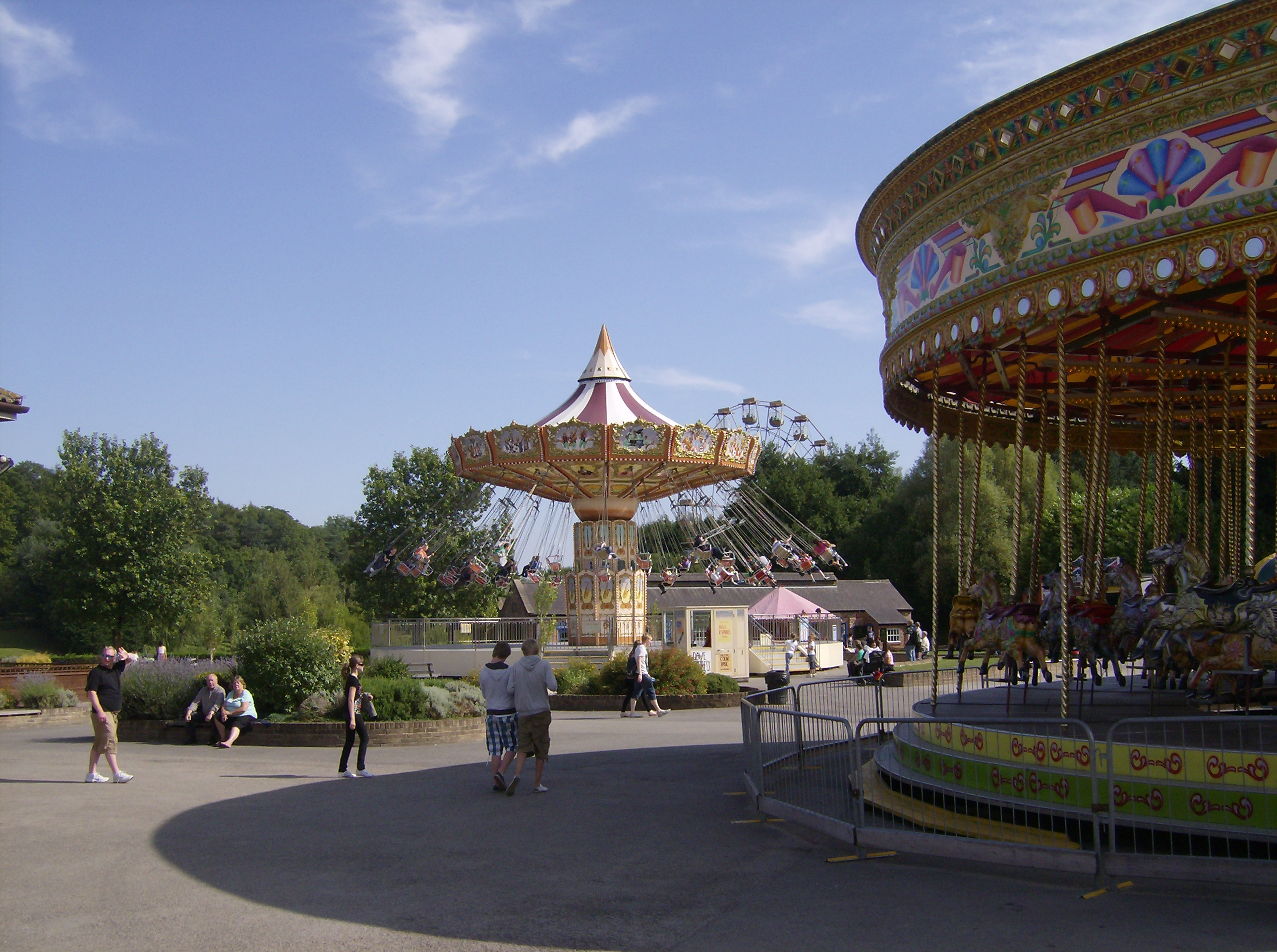
Pirate Swinger
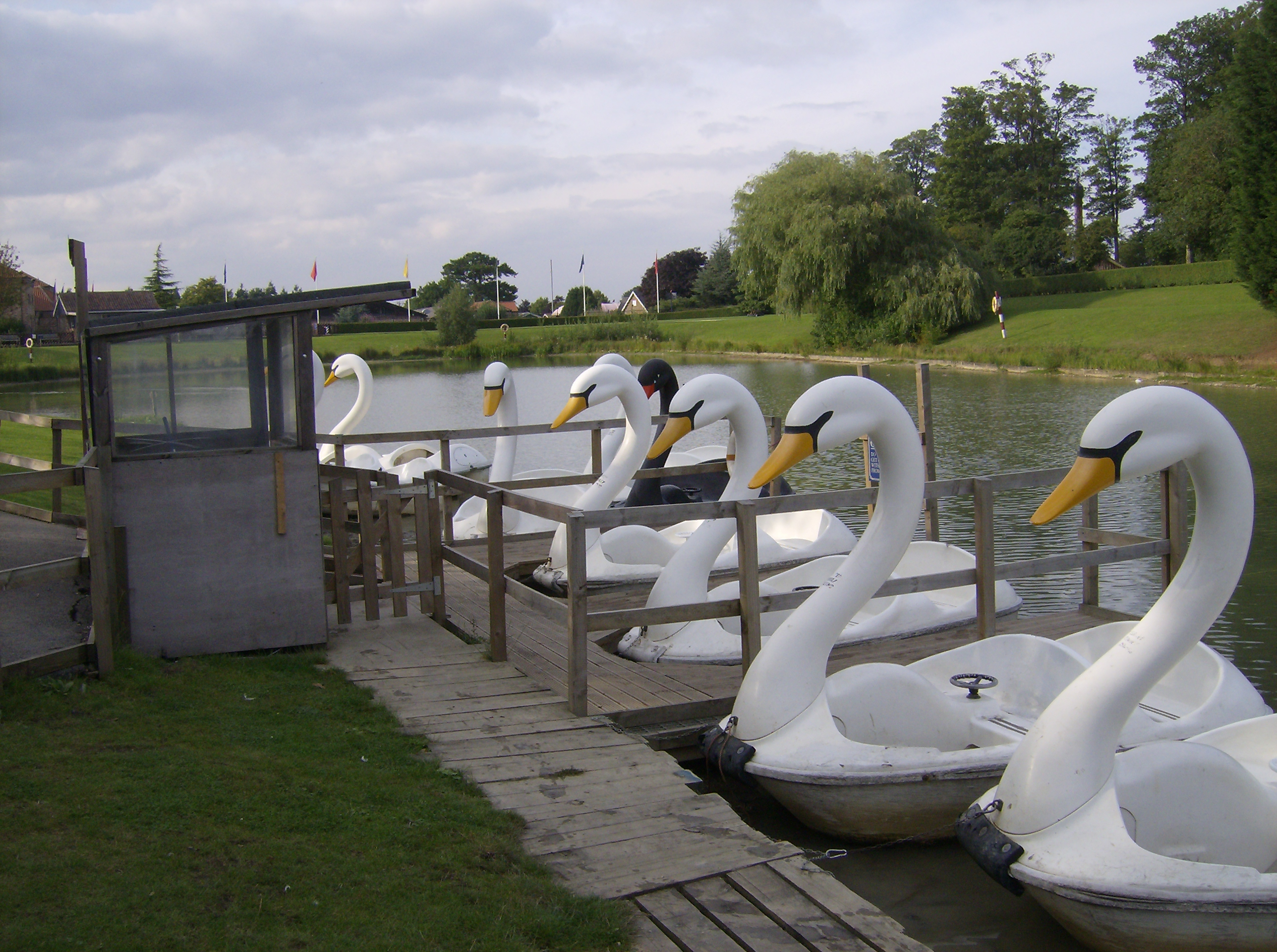
Swan Boats

### Anciennes attractions

#### Montagnes russes
| Nom           | Type                                  | Constructeur             | Année d'ouverture | Année de fermeture |
| ------------- | ------------------------------------- | ------------------------ | ----------------- | ------------------ |
| Batflyer      | Montagnes russes à véhicule suspendu  | Caripro                  | 1996              | 2002               |
| Grizzly Bear  | Montagnes russes en métal             | Pinfari                  | 2004              | 2008               |
| Raptor Attack | Montagnes russes assises en intérieur | Anton Schwarzkopf        | 1987              | 2020               |
| Soopa Loopa   | Montagnes russes assises              | Soquet                   | 1988              | 1994               |
| Twister       | Montagnes russes tournoyantes         | Reverchon Industries     | 2001              | 2019               |
| Ultimate      | Montagnes russes assises              | Big Country Motioneering | 1991              | 2020               |
| Viper         | Montagnes russes en métal             | Anton Schwarzkopf        | 1996              | 2001               |

- Raptor Attack
- Ultimate